# Landschaftsschutzgebiet Krummhörn

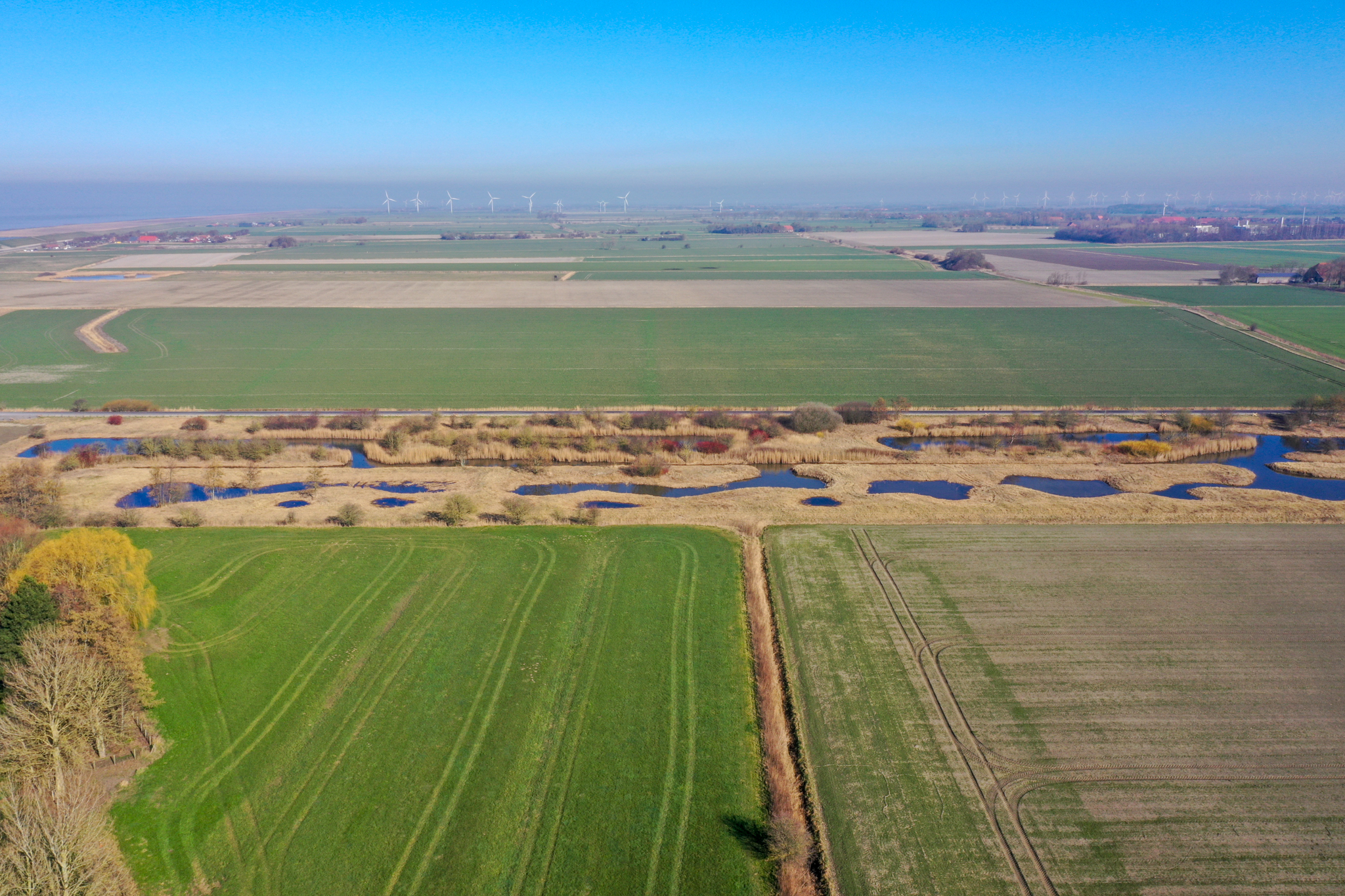
Blick auf das Landschaftsschutzgebiet bei Campen.

Das Landschaftsschutzgebiet Krummhörn ist ein Landschaftsschutzgebiet im Landkreis Aurich sowie auf dem Gebiet der Stadt Emden des Bundeslandes Niedersachsen. Es dient der Umsetzung des EU-Vogelschutzgebietes V30 "Krummhörn". Als untere Naturschutzbehörden sind die Stadt Emden und der Landkreis Aurich für das Gebiet zuständig.

## Beschreibung des Gebiets
Das am 19. April 2013 vom Landkreis Aurich sowie der Stadt Emden ausgewiesene, rund 51,97 Quadratkilometer große Landschaftsschutzgebiet liegt auf Teilen der Gemeinden Krummhörn und Hinte (beide Landkreis Aurich) sowie der Kreisfreien Stadt Emden. Es ist dem Naturraum Emsmarschen zugeordnet und erstreckt sich binnendeichs in unmittelbarer Nähe zum Hauptdeich zwischen Emden und Greetsiel auf dünnbesiedeltem Gebiet. Seeseitig grenzt es an den Nationalpark Wattenmeer. Ein kleiner Teil des Landschaftsschutzgebietes liegt als Exklave  zwischen dem Ort Hauen und der Deichlinie. Nach Norden und Nordwesten grenzt es teilweise an das Naturschutzgebiet Leyhörn. Zu einem großen Teil ist das Landschaftsschutzgebiet Bestandteil des EU-Vogelschutzgebietes „Krummhörn“.
Charakteristisch ist die offene Landschaft ohne größere Gehölzbestände. Die landwirtschaftlichen Flächen werden überwiegend als Acker- und Grünland genutzt. Wasserzüge wie Sieltiefe, einzelne kleinere Wasserflächen, die insbesondere aus Kleipütten entstanden, Röhrichte sowie die Deiche gliedern das Gebiet.

## Schutzzweck
Genereller Schutzzweck ist die „Erhaltung und Entwicklung des Gebietes als Lebensstätte schutzbedürftiger Tier- und Pflanzenarten und deren Lebensgemeinschaften sowie als naturgeprägte Kulturlandschaft von besonderer Eigenart, Vielfalt und Schönheit“. Spezieller Schutzzweck (Erhaltungsziel) für das Landschaftsschutzgebiet im Europäischen Vogelschutzgebiet ist die „Erhaltung und Wiederherstellung eines günstigen Erhaltungszustandes“. Dies soll durch den „Schutz und die Entwicklung des Gebietes in seiner Funktion als Nahrungs-, Überwinterungs-, Durchzugs-, Rast- und Brutgebiet sowie in seiner Vernetzungsfunktion zu weiteren Europäischen Vogelschutzgebieten im Naturraum, die Erhaltung und Förderung eines langfristig überlebensfähigen Bestandes insbesondere der Wert bestimmenden Arten der Vogelschutzrichtlinie und die Erhaltung und Förderung eines langfristig überlebensfähigen Bestandes insbesondere der Wert bestimmenden Zugvogelarten erreicht werden“.

## Flora und Fauna
Mit seiner offenen Struktur ohne größere Gehölzbestände, den Gewässern, den feuchten Grünlandflächen und strukturreichen Acker-Grünland-Grabenkomplexen, den großflächigen Röhrichten, Verlandungszonen, aber auch kleinflächigere Feuchtbiotope mit Röhrichtbeständen ist das Schutzgebiet ein bedeutendes Rast- und Überwinterungsgebiet zahlreicher Vogelarten. Weißwangen-, Bläss- und Graugans, die in der Leybucht und im Dollart ihre Schlafplätze haben, nutzen das Gebiet als Nahrungsraum. Alpenstrandläufern, Großen Brachvögeln, Goldregenpfeifern dient das Landschaftsschutzgebiet als Hochwasserrastplatz und zur Nahrungssuche.
Als Brutvögel leben Weißsterniges Blaukehlchen und Rohrweihe in den Röhrichten. Beide Arten haben in der Krummhörn ein Schwerpunktvorkommen in Niedersachsen. Ansonsten dominieren Wiesenbrüter. Als Gastvögel treten Goldregenpfeifer, Nonnen-/Weißwangengans, Großer Brachvogel, Sturmmöwe, Alpenstrandläufer, Blässgans, Graugans, Pfeifente, Ringelgans, Spießente und Löffler auf. Von den Zugvögeln wurden Kiebitz (auch als Brutvogel), Schilfrohrsänger, Rotschenkel und Uferschnepfe gesichtet. Die genannten Arten waren bei der Auswahl des Gebietes nach Art. 4 (Abs. 1 und 2) der Vogelschutzrichtlinie maßgeblich.
Zu den weiteren im Schutzgebiet vorkommender Arten des Anhangs 1 der EU-Vogelschutzrichtlinie, für deren Schutz besondere Maßnahmen ergriffen werden müssen, gehören Löffelente, Krickente, Stockente, Knäkente, Wiesenpieper, Reiherente, Schellente, Sichelstrandläufer, Seeregenpfeifer, Flussregenpfeifer, Sandregenpfeifer, Trauerseeschwalbe, Wiesenweihe, Höckerschwan, Blässhuhn, Bekassine, Austernfischer, Neuntöter, Mantelmöwe, Zwergmöwe, Zwergsäger, Schafstelze, Steinschmätzer, Bartmeise, Kampfläufer, Wasserralle, Säbelschnäbler, Braunkehlchen, Brandgans und Bruchwasserläufer.